# Wantsch
Der Wantsch (russisch Ванч) ist ein rechter Nebenfluss des Pandsch in der autonomen Provinz Berg-Badachschan im Osten von Tadschikistan.
Der Wantsch hat seinen Ursprung an den Gletschern der Nordflanke der Wantschkette nordwestlich des Pik Ismoil Somoni. Er fließt anfangs ein Stück in nordwestlicher Richtung, wendet sich dann nach Südwesten und durchfließt ein tiefes Tal des Pamirgebirges. Bis zur Mündung des Kaschalajak heißt der Fluss auch Abdukagor. Das Tal des Wantsch trennt die nördlich gelegene Darwaskette von der südlich verlaufenden Wantschkette. Der Wantsch hat eine Länge von 103 km. Er entwässert ein Areal von 2070 km². Der mittlere Abfluss beträgt 49,4 m³/s.